# Marquesado de Casa Fontanellas
EL marquesado de Casa Fontanellas es un título nobiliario español creado en 19 de diciembre de 1849 por la reina Isabel II en favor de Francisco Javier Fontanellas y Calaf, «en atención a la nobleza de su familia, oriunda de Capellades (Barcelona).»

## Titulares
|                        | Titular                                  | Periodo                |
| Creación por Isabel II | Creación por Isabel II                   | Creación por Isabel II |
| ---------------------- | ---------------------------------------- | ---------------------- |
| I                      | Francisco Javier Fontanellas y Calaf     | 1849-1851              |
| II                     | Lamberto Fontanellas y Sala              | 1852-1884              |
| III                    | Francisco de Lara y Fontanellas          | 1884-1922              |
| IV                     | María de la Concepción de Lara y Urquiza | 1923-1958              |
| V                      | Francisco Javier Camín de Lara           | 1958-                  |
| VI                     | Juan Camín Torrents                      | 1996-actual marqués    |

## Marqueses de Casa Fontanellas
- Francisco Javier Fontanellas y Calaf (San Pedro de Riudevitlles, c. 1772-Barcelona, 1851), Francesc Fontanellas i Calaf en catalán, I marqués de Casa Fontanellas.[1] De origen humilde, él y sus dos hermanos amasaron un gran fortuna con el comercio colonial.[2]

Se casó  en primeras nupcias con Josefa Sala, padres de Lamberto, Dolores y Joaquina. Contrajo un segundo matrimonio con su cuñada, Eulalia Sala, con quien tuvo tres hijos, Eulalia, Claudio y Francisca. Joaquina, hija del primer matrimonio y fallecida en 1852, se casó en 1844 con Antonio de Lara (Villada y Rodríguez), VI marqués de Villamediana y aunque fue un matrimonio fracasado, fueron los padres de por lo menos un hijo, Francisco Javier que fue el III marqués de Casa Fontanellas.  Antonio después se casó con la medio hermana de Joaquina, Eulalia, hija del segundo matrimonio de su padre.
El 23 de abril de 1852 le sucedió su hijo del primer matrimonio:
- Lamberto Fontanellas y Sala, II marqués de Casa Fontanellas.[1]

En 5 de septiembre de 1884 sucedió su sobrino:
- Francisco Javier de Lara y Fontanellas (Barcelona, 1845-19 de septiembre de 1922),[6] III marqués de Casa Fontanellas[1] y VII marqués de Villamediana.[1] Era hijo de Antonio de Lara Villada y Rodríguez, VI marqués de Villamediana y senador vitalicio,[4] y de Joaquina Fontanella y Salas, hija del primer marqués de Casa de Fontanella y de su primera esposa.[5]

Se casó en Madrid el 2 de septiembre de 1878 con Ana de Urquiza y Catalá (Madrid, 22 de enero de 1857-6 de febrero de 1932), dama de la Orden de María Luisa en 1924. En 13 de julio de 1923 le sucedió su hija:
- María de la Concepción de Lara y Urquiza, IV marquesa de Casa Fontanellas y VIII marquesa de Villamediana.[1]

Contrajo matrimonio con Juan de Camín y Angulo, coronel y magistrado del Tribunal Supremo. En 26 de septiembre de 1958, por cesión, le sucedió su hijo:
- Francisco Javier Camín de Lara (m. 14 de marzo de 1996), V marqués de Casa Fontanellas.[1]

Contrajo matrimonio con María Teresa Torrents Antón (m. Barcelona, 14 de agosto de 2018). En 6 de septiembre de 1996 le sucedió su hijo:
- Juan Camín Torrents, VI y actual marqués de Casa Fontanellas.[1][10]